# Dafna (mitologija)
Dafna (grč. Δάφνη, Dáphnê) u grčkoj mitologiji bila je nimfa Najada u koju se zaljubio Apolon, Penejova i Kreuzina kći ili kći rijeke Ladon. Rjeđi mit kaže da je Dafnin otac bio Amikla od Sparte.

## Etimologija
Dafnino grčko ime znači "lovor".

## Mitologija
Eros je bio ljubomoran na Apolona koji je ismijavao njegove streličarske vještine, a također ga je iritiralo i Apolonovo pjevanje. Eros je odaslao strijelu u Dafnu da bi je odbio Apolon koji se u nju zaljubio.
Ona se molila Geji, Majci Zemlji i svome ocu, riječnom bogu Peneju, da joj pomognu. Na posljetku ju je otac pretvorio u lovorovo stablo, a ono je postalo posvećeno Apolonu.

## Kult
Graves opisuje kako su frojdovski psihoanalitičari interpretirali mit o Apolonovu otimanju Dafne kao simbol djevojačkog užasavanja spolnog odnosa. S druge strane, Graves njezino ime donosi u vezu s daphoene = "krvava", pri čemu ona postaje božicom orgastičkog raspoloženja. Njezine su svećenice Menade žvakale lovorovo lišće koje je opijatski djelovalo zbog kalijeva cijanida te bi, za punog Mjeseca, napadale i rastrgavale prolaznike, kao bakhantice. Poslije je žvakanje zabranjeno svima osim pitijskim proročicama u Delfima sve do rimskog razdoblja.

## Djela iste tematike
- Jacopo Peri: Dafne, prva opera, 16. stoljeće
- Richard Strauss: Dafna, opera

## Vanjske poveznice
- Dafna u klasičnoj literaturi i umjetnosti (engl.)
- Dafna u grčkoj mitologiji (engl.)